# Кешион (Оклахома)
Кешион (енгл. Cashion) град је у америчкој савезној држави Оклахома.

## Демографија
По попису из 2010. године број становника је 802, што је 167 (26,3%) становника више него 2000. године.
| Група             | 2000.       | 2010.       |
| Белци             | 585 (92,1%) | 696 (86,8%) |
| Афроамериканци    | 1 (0,2%)    | 3 (0,4%)    |
| Азијати           | 0 (0,0%)    | 8 (1,0%)    |
| Хиспаноамериканци | 26 (4,1%)   | 29 (3,6%)   |
| Укупно            | 635         | 802         |